# مصطفى كييتا
مصطفى كييتا (بالفرنسية: Moustapha Keita)‏ هو لاعب كرة قدم فرنسي، ولد في 11 مايو 1980. لعب مع نادي بريست.

## وصلات خارجية
- مصطفى كييتا على موقع قاعدة بيانات كرة القدم.إي يو (الإنجليزية)
- مصطفى كييتا على موقع عالم كرة القدم.نت (الإنجليزية)